# 플래툰 (영화)
《플래툰》(영어: Platoon)은 1986년 개봉한 영화로 올리버 스톤 감독의 베트남 전쟁을 배경으로 한 반전 영화이다. 감독 자신이 전쟁에서 겪은 실상과 참혹함을 고스란히 그리고 있다. 플래툰은 스톤 감독의 이후 작품인 7월 4일생, 하늘과 땅과 함께 베트남 3부작으로 불리고 있다. 2019년 미국 국립영화등기부에 등재되었다.

## 줄거리
대학생인 크리스 테일러는 무턱대고 대학을 자퇴하고 자원하여 군에 입대하여, 한창 전쟁이 진행 중이던 베트남에 파병된다. 베트남에 도착한 크리스는 매일같이 정글 안을 뒤지고 잠복하면서, 동시에 매일같이 사라져가는 동료들을 목격한다. 어느 날, 잠복근무를 서던 크리스의 분대는 베트콩과 마주하게 되고 자신의 실수로 가드너가 죽고 만다. 그로 인해 그는 반스의 소대에 전출되게 된다.

## 출연진
- 찰리 신 - 크리스 테일러 일병
- 톰 베린저 - 밥 반스 하사
- 윌럼 더포 - 일라이어스 그로디스 병장
- 포레스트 휘태커 - 빅 해롤드
- 프란체스코 퀸 - 라
- 존 C. 맥긴리 - 레드 오닐 병장
- 리차드 에드슨 - 샐
- 케빈 딜런 - 버니
- 로지 존슨 - 주니어 마틴
- 키스 데이빗 - 킹
- 조니 뎁 - 게터 러너 이병
- 데이빗 네이도프 - 텍스
- 마크 모세스 - 울프 중위
- 크리스 페덜슨 - 크로포드
- 토니 토드 - 워렌 병장
- 콜기 포드 - 매니
- 이반 케인 - 토니 호잇
- 폴 산체즈 - 덕 고메즈
- J. 애덤 글로버 - 샌더슨
- 코레이 글로버 - 프란시스
- 밥 오위그 - 가드너 일병
- 케빈 애쉴맨 - 모어하우스
- 테리 맥킬베인 - 에이스
- 데일 다이 - 헤리스 대위
- 피터 힉스 - 파커
- 배질 아차라 - 플래시
- 닉 니콜슨 - 기갑병 1
- 워렌 맥린 - 기갑병 2
- H. 고든 부스 - 모호크 머리를 한 군인
- 에릭 한 - 병사
- 올리버 스톤 - 벙커를 전공하는 알파 회사원
- 헨리 스트잘코스키 - 병사

## 한국어 더빙 성우진

### KBS(1990년 8월 5일)
- 이정구 - 반즈(톰 베린저)
- 설영범 - 엘리아스(윌렘 대포)
- 김도현 - 크리스(찰리 쉰)
- 이윤선 - 오닐(존 C. 맥긴리)
- 장정진 - 킹(키스 데이빗)
- 김환진 - 버니(케빈 딜런)
- 윤기황 - 크로퍼드(크리스 페더슨)
- 장세준 - 울프 중위(마크 모지스)
- 장승길 - 라하(프란체스코 퀸)
- 이규화 - 텍스(데이빗 네이도프)
- 강구한 - 프랜시스(코레이 글로버)
- 김영민 - 러너(조니 뎁)
- 김종환 - 토니(이반 케인)
- 최병상 - 에이스(테리 맥킬베인)

#### KBS판 스태프
- 녹음기술 - 신석원
- 그래픽디자인 - 홍충태
- 번역 - 차미례
- 우리말제작 - KBS 한국방송

### MBC(1996년 11월 2일)
- 김강산 - 반즈 중사(톰 베린저)
- 이윤연 - 일라이어스 분대장(윌럼 더포)
- 안지환 - 크리스 테일러(찰리 신)
- 이종오 - 헤리스(데일 다이)
- 최상기 - 프랜시스(코리 글로버)
- 박영화 - 울프 중위(마크 모지스)
- 이병식 - 오닐(존 C. 맥긴리)
- 이종혁 - 킹(키스 데이빗)
- 황윤걸 - 해롤드(포레스트 휘태커)
- 김동현 - 버니(케빈 딜런)
- 손원일 - 주니어(레지 존슨)
- 이승환 - 병사(에릭 한)
- 안장혁 - 라무치(프란체스코 퀸)
- 박지훈 - 택스(데이빗 네이도프)
- 안종덕 - 러너(조니 뎁)
- 이진홍 - 병사(테리 맥킬베인)
- 전수빈 - 위생병(론 배럭스)

외 MBC 13기 성우들

#### MBC판 스태프
- 녹음 기술 - 진수웅, 고희철
- 녹음 효과 - 김홍식, 고길남
- 그래픽디자인 - 김익원, 정보영
- 번역 - 홍계영
- 녹음연출 - 박대환

### SBS(1997년 7월 17일)
- 홍시호 - 크리스(찰리 신)
- 설영범 - 엘리어스(윌럼 더포)
- 양지운 - 반즈(톰 베린저)
- 이윤선 - 오닐(존 C. 맥긴리)
- 김일 - 울프 중위(마크 모지스)
- 손원일 - 버니(케빈 딜런)

외

## 기타
- 대한민국 수입사: 시네마천국

## 수상
- 1987년 제44회 골든 글로브 시상식
  - 감독상, 작품상 - 드라마(올리버 스톤)
  - 남우조연상(톰 베린저)
- 1987년 제59회 미국 아카데미 시상식
  - 감독상(올리버 스톤)
  - 음향믹식상(존 윌킨슨)
  - 작품상(아놀드 코펠슨)
  - 편집상(클레어 심슨)
- 1987년 제39회 미국 감독 조합상
  - 감독상 - 영화부문(올리버 스톤)
- 1988년 제41회 영국 아카데미 시상식
  - 데이빗 린 상(올리버 스톤)
  - 촬영상(로버트 리처드슨)
  - 편집상(클레어 심슨)

## 후보
- 1987년 제44회 골든 글로브 시상식
  - 각본상(올리버 스톤)
- 1987년 제59회 미국 아카데미 시상식
  - 남우조연상(톰 베린저, 윌럼 더포)
- 2017년 제22회 부산국제영화제
  - 월드 시네마(올리버 스톤)
- 2018년 제68회 베를린국제영화제
  - 오마쥬(올리버 스톤)

## 같이 보기
- 전쟁 영화 목록
- 7월 4일생
- 하늘과 땅